# Ernest Fortin
Pour les articles homonymes, voir Fortin.
Ernest Leonard Fortin (Woonsocket, Rhode Island, 17 décembre 1923 - Boston, Massachusetts, 22 octobre 2002) est un philosophe et théologien de l'ordre des Augustins de l'Assomption, spécialiste de la politique dans la pensée de Saint Augustin et de Dante. Ce philosophe catholique s'est interrogé sur la portée de la question théologico-politique dans le Christianisme médiéval et la Renaissance.

## Biographie
Ernest Fortin est né et a été élevé à Woonsocket dans l'État de Rhode Island (néanmoins à cheval sur le Massachusetts), aux États-Unis. Il est décédé à Boston en 2002 et inhumé non loin de Worcester où se trouve Assumption College, un établissement d'enseignement supérieur catholique, fondé par les Augustins Assomptionistes après leur départ de France, à la suite de la séparation de l'Église et de l'État en 1905 (L'ordre de l'Assomption a été fondé en France à Nîmes par Emmanuel d'Alzon (1810-1880)).
La mère de Fortin était née au Québec et son père appartenait à la communauté francophone installée dans le Nord-Est américain. Aussi a-t-il été très jeune confronté au catholicisme canadien, ainsi qu'au bilinguisme.
Éduqué dans les années 1930 non loin de la ville de Providence, Fortin raconte qu'il avait comme devise : « Adore Sparte, la ville qui t'a donné le jour ! », afin de redonner pour lui-même du brillant à un bourg notoirement fréquenté par les gangsters de Providence.
Élevé dans la foi catholique que se partagent les Irlandais, les Italiens et les Français, Fortin découvre le caractère moins paroissial et plus ouvert des croyants d'origine française.
Entré à Assumption College, Fortin part ensuite à Montréal poursuivre des études à l'Université Laval. Pendant la Seconde Guerre mondiale, Fortin entre au Séminaire afin de se préparer à la prêtrise (il indique dans un entretien autobiographique, qu'une des considérations à prendre en compte était qu'il voulait échapper à la conscription et terminer ses études).
Fortin part en Italie poursuivre des études à l'Institut Grégorien de Rome, puis à Paris, à la Sorbonne, où il suit les cours du dominicain André-Jean Festugière, spécialiste du néo-platonisme et éditeur de la « Révélation d'Hermès Trismégiste ». C'est dans ces cours que Fortin rencontre Allan Bloom, lui-même envoyé à Paris par Leo Strauss. Fortin rédige sa thèse sur Claudien Mamert, théologien chrétien vivant en Gaule romaine dans les environs de Vienne au Ve siècle (frère de Saint Mamert et ami de Sidoine Apollinaire), un des rares auteurs de cette époque à avoir écrit des traités sur la question de l'âme. Cette thèse aura pour titre : Christianisme et culture philosophique au cinquième siècle : la querelle de l'âme humaine en Occident (publiée en 1959 aux Éditions augustiniennes). C'est en travaillant à sa thèse que Fortin lit l'ouvrage de Strauss : Persecution and the Art of Writing, livre qui ne laisse pas de l'impressionner, à tel point que la première partie de la thèse sur Claudien Mamert porte sur la question de l'écriture ésotérique. Fortin rencontre Strauss à Paris, par l'entremise de Bloom.
À son retour aux États-Unis, Fortin prend une année sabbatique et suit les cours de Strauss à Chicago sur Thucydide et Nietzsche.
Ensuite, il participe à la publication, avec Ralph Lerner et Muhsin Mahdi de Medieval Political Philosophy: A Sourcebook, où l'on trouve édités et traduits en anglais des textes majeurs de la philosophie politique médiévale des trois religions : de Al-Farabi à Ockham, en passant par Averroès, Maïmonide, Thomas d'Aquin, Gilles de Rome et Roger Bacon.
Après avoir enseigné lui-même à Assomption College, Ernest Fortin rejoint en 1971 Boston College où il collabore au développement d'un programme d'études pour les jeunes étudiants, le Perspectives Program, dans lequel les questions théologiques sont abordées avec les questions philosophiques.

## L'Œuvre
Peu d'années avant le décès du Père Fortin, des Collected Essays ont été publiés en 3 volumes par Brian Benestad. Ces 3 volumes permettent de se faire une idée de l'immense culture d'Ernest Fortin en matière de philosophie politique. Fortin connaît très bien l'œuvre de Basile le Grand, d'Aristote, de Clément d'Alexandrie, de Saint Augustin, de Thomas d'Aquin, et donne aussi de brillants commentaires sur la Divine Comédie de Dante. Il était aussi un spécialiste de Chaucer.

### Livres
- Christianisme et culture philosophique au cinquième siècle : la querelle de l'âme humaine en Occident, coll. « Collection des études augustiniennes. Série Antiquité », Paris, Études augustiniennes, 1959[2]. Ouvrage issu d'une thèse universitaire sous la direction d'André-Jean Festugière. L'objet en est la pensée de Claudien Mamert, ami de Sidoine Apollinaire.
- Dissidence et philosophie au Moyen Âge: Dante et ses antécédents (en français). Paris-Montréal. Vrin-Bellarmin, 1981.
- Medieval Political Philosophy: A Sourcebook. With Ralph Lerner & Muhsin Mahdi. Cornell University Press, 1972.
- Augustine : Political Writings. Introduced and Edited with Douglas Kries. Indianapolis: Hackett Press, 1994.

### Ouvrages posthumes
Ernest Fortin: Collected Essays. Edited by Brian Benestad & Michael Foley.
- VOLUME 1 : The Birth of Philosophic Christianity: Essays in Early Christian and Medieval Thought. Rowman & Littlefield, 1996.
- VOLUME 2 : Classical Christianity and the Poltical Order: Reflections on the Theologico-political Problem. Rowman & Littlefield, 1996.
- VOLUME 3 : Human Rights, Virtue, and the Common Good : Untimely Meditations on Religion and Politics. Rowman & Littlefield, 1996.
- VOLUME 4 : Michael P. Foley, ed., Ever Ancient, Ever New: Ruminations on the City, the Soul, and the Church. Rowman & Littlefield, 2007. Bibliographie complète à la fin du volume.

- Gladly to Learn and Gladly to Teach: Essays on Religion and Political Philsophy in Honor of Ernest Fortin. Edited by Michael P. Foley and Douglas Kries. Lexington Books, 2002.

### Articles
On trouvera un index complet des articles publiés par Ernest Fortin dans l'ouvrage intitulé Gladly to Learn and Gladly to Teach, référencé ci-dessus.